# Libro pop-up

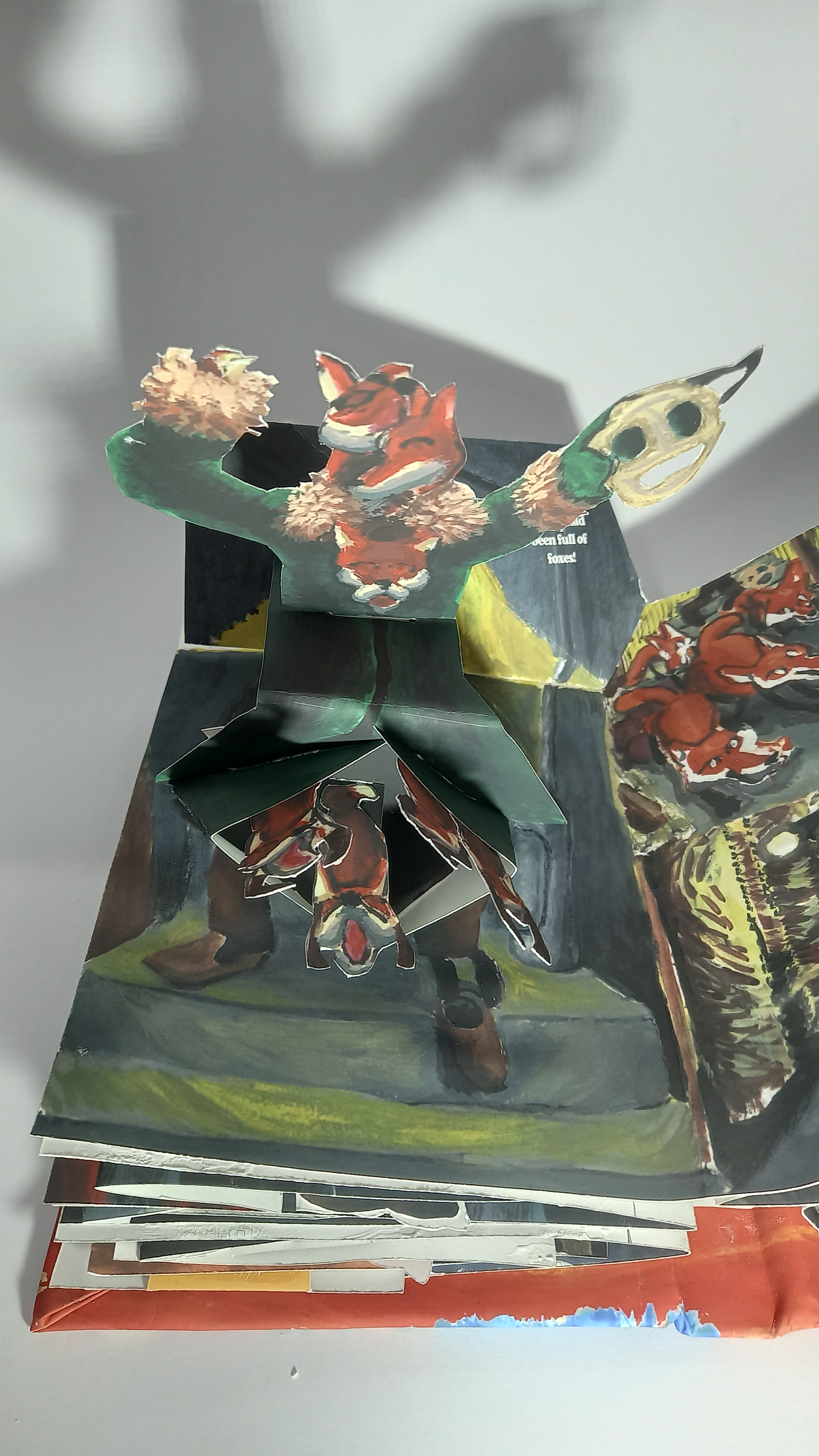
Ejemplo de página desplegable.

El epíteto pop-up se suele aplicar a cualquier libro tridimensional, móvil o desplegable aunque apropiadamente el término "libro móvil" abarca los libros pop-ups, transformaciones, libros de (efecto de) túnel, volvelles, solapas que se levantan (flaps), pestañas que se halan (pull-tabs), imágenes emergentes (pop-outs), mecanismos de tiras que se jalan (pull-downs), cada uno de los cuales funciona de una manera diferente, también se los llama libros troquelados porque la cartulina con la que se fabrican esta cortada con un troquel. También se incluyen las tarjetas de felicitación tridimensionales ya que emplean las mismas técnicas. 
El libro pop-up tiene la estructura de un códice, en tanto conjunto de páginas plegadas que se unen en un lado entre tapas, que además tienen estructuras  móviles  y  tridimensionales  que  se  despliegan y repliegan sobre  sí  mismas al cerrar las páginas. Los mecanismos que se ponen en marcha pueden ser más o menos automáticos, pero necesitan la participación del usuario que además de pasar las páginas interactúa con los distintos mecanismos móviles del libro.

## Tipos de Pop-ups
Al diseño y creación de estos libros se le conoce como ingeniería de papel, un término que no debe confundirse con el término de la ciencia de la fabricación de papel. Es semejante en alguna medida al origami debido a que las dos artes emplean papel doblado. Sin embargo, el origami tiende a centrarse en la creación de objetos, mientras que los pop-ups tienden a ser esencialmente visuales y mecánicos en su naturaleza. Los siguientes son algunos ejemplos. 

### Transformaciones
Las transformaciones muestran una escena formada por listones verticales. Tirando de una pestaña lateral, los listones se deslizan por debajo y por encima de los otros con lo que la imagen se "transforma" en un escenario totalmente diferente. 
Ernest Nister, uno de los primeros autores de libros infantiles ingleses, a menudo produjo únicamente libros de transformaciones. Muchos de estos han sido reproducidos por el Museo Metropolitano de Arte.

### Volvelles
Los volvelles son construcciones de papel con piezas giratorias. Uno de los primeros ejemplos es el Astronomicum Caesareum, por Petrus Apianus, que se hizo para el Emperador del Sacro Imperio Romano Carlos I de España/Carlos V de Alemania en 1540. El libro está lleno de piezas circulares anidadas girando sobre aros o anillos. Se suele indicar que el primer libro móvil con discos giratorio fue Cosmographia,  de  Apianus  del  año  1524,  en el que los discos giratorios posibilitaban la combinación de diferentes calendarios y tablas de cálculos sobre los cuerpos celestes.

### Tunnel books
Los libros de (efecto de) túnel (también llamados en inglés "show de mirones" -peepshows-) se componen de dos piezas planas de cartón, con unos agujeros en medio de una de las piezas, y un papel doblado al estilo concertina (en zigzag) uniéndolas (formando un tubo en forma de acordeón). Las escenas están pintadas en el cartón de la parte trasera, en la parte interior del tubo de papel, y a veces los elementos se colocan en la línea de visión. El observador levanta el tablero superior, con lo cual se extiende el tubo, y al asomarse por el agujero aprecia una escena tridimensional.

### Pop-up a 90°
Cuando el libro es abierto y las  figuras  tridimensionales  se  forman  si las  páginas forman un ángulo recto.

### Pop-up a 180°
Se los cataloga de esa manera cuando el libro necesita quedar completamente abierto para que las figuras se accionen.

### Pêlemêle
También se denomina en inglés mix and match a los álbumes  con  franjas  donde las páginas están cortadas en tres secciones y que combinarse  entre  sí  para  lograr  múltiples  variaciones. Un ejemplo de esta estructura es el libro Animalario de Javier Sáez Castán.

## Historia
La audiencia de los primeros libros móviles fueron los adultos, no los niños. Se cree que el primer uso de los móviles mecánicos aparecieron en un manuscrito de un libro astrológico en 1306. El místico y poeta catalán Ramon Llull, de Mallorca, utilizó un disco rotatorio o volvelle para ilustrar sus teorías. A lo largo de los siglos los volvelles se han utilizado para fines tan diversos como la enseñanza de la anatomía, para hacer predicciones astronómicas, la creación de códigos secretos y para decir la fortuna. En 1564 otro libro astrológico móvil titulado Cosmographia fue publicado por Petri Apiani. En los años siguientes, la profesión médica hizo uso de este formato, ilustrando libros de anatomía con capas y solapas que muestran el cuerpo humano. El diseñador de paisajes inglés Capability Brown hizo uso de solapas para ilustrar vistas "antes y después" de sus diseños. 
Aunque puede encontrarse documentación de que los libros con piezas móviles se han utilizado durante siglos, estos casi siempre eran utilizados en trabajos académicos. No fue sino hasta el siglo XVIII que estas técnicas se aplicaron a los libros diseñados para el entretenimiento, especialmente para los niños.

## El renacimiento de los libros pop-up
Tradicionalmente, los pop-ups se han visto como poco más que libros infantiles, pero a partir de la década de 1990 han crecido en importancia, principalmente debido a las innovaciones de Robert Sabuda, Matthew Reinhart y de otros grandes ingenieros de papel. Otro ejemplo son los libros de David A. Carter de la serie Insectos en una caja (Bugs in a Box), con ventas combinadas de más de cuatro millones de ejemplares. En 1987, los cigarrillos Camel lanzó una serie de anuncios Pop-up impresos con técnicas de plegado innovadoras en las que aparece Joe Camel, personaje que identifica a esa marca de cigarros. Además, ya que algunas figuras registradas comercialmente se han ido plasmando en libros pop-up, los comercializadores como Eurodisney en 1988, los cigarrillos Camel puede haber iniciado el resurgimiento de interés en los Pop-up. 

## Obras notables
Algunos libros pop-up han recibido atención como obras literarias debido al nivel artístico o de sofisticación que conllevan. Un ejemplo de ello es STAR WARS: Una Guía Pop-Up de la Galaxia por Matthew Reinhart. Este libro recibió la atención literaria debido a sus elaborados pop-ups, y a lo acabado de sus ilustraciones, el periódico New York Times comentó que llamar 'libro pop-up' a esta sofisticada obra de ingeniería es como llamar 'tabique' a la Gran Muralla China".

## Lecturas recomendadas
- The Elements of Pop-Up by David A. Carter and James Diaz, 1999.
- Paper Engineering: 3D Design Techniques for a 2D Material by Natalie Avella. Rotovision, 2003.

- Libros de exposición: pop up y con movimiento, en miniatura, alterados, escenas tridimensionales literarias tipo roombox o dioramas, de magia, circo...

- Libros Pop-Up (en español)
- A brief history of popup and movable books
- Robert Sabuda
- Mark Hiner, ingeniero de papel
- Gallería
- The Pop-up World of Ann Montanaro Archivado el 23 de marzo de 2008 en Wayback Machine.
- "A Concise History of Pop-up and Movable Books" by Ann Montanaro
- The Movable Book Society
- Colección de Libros móviles digitalizados en la Biblioteca Digital Hispánica de la Biblioteca Nacional de España
- Libros Pop-Up (en inglés) Archivado el 14 de mayo de 2019 en Wayback Machine.

- Datos: Q759769
- Multimedia: Pop-up books / Q759769